# Residentie van München
De Residentie van München (Duits: Münchner Residenz) was een stadsresidentie, met de zetel van het Beierse hof, gelegen in de Duitse stad München. Dit historische complex was de winterresidentie van de Beierse hertogen, keurvorsten vanaf 1623 en Beierse koningen van 1806 tot 1918. Doorheen de geschiedenis groeide het uit tot het grootste stadspaleis van Duitsland: het omvat tien binnenplaatsen en 130 kamers. Het stadspaleis is gekend voor zijn grote verzameling van toegepaste kunst, sierkunst en meubelen en is opengesteld voor het publiek.

## Ontstaan van de residentie
Toen Otto II van Beieren overleed verdeelden zijn zonen in 1255 het rijk. Hendrik VIII van Beieren verkreeg Neder-Beieren terwijl zijn broer Lodewijk II in Opper-Beieren machthebber werd. Lodewijk verhuisde zijn hofhouding van Landshut naar München.

## Bouwgeschiedenis
Stilistisch vertoont het gebouw door zijn uitbreiding in de loop der jaren kenmerken van de renaissance, barok, rococo en classicisme. De belangrijkste delen zijn de Königsbau (aan de Max-Joseph-Platz), de Maximilianische Residenz (ook Oude Residentie genoemd met voorgevel aan de Residenzstraße) en de Festsaalbau (feestzaalgebouw) aan de Hofgarten. In 1385 stond hier al een gotische waterburcht, de Neuveste. In de volgende eeuwen volgden ingrijpende wijzigingen tot men na 1800 de laatste resten van de gotische burcht afbrak. Keldergewelven en funderingen uit die tijd zijn behouden.

### De Oude Residentie
Willem IV van Beieren (1508-1550) gaf de opdracht op de Neuveste uit te bouwen met de zogenoemde Rundstubenbau en met de aanleg van het eerste park begon de geschiedenis van de Residentie als representatief paleis. Het bekende schilderij van Albrecht Altdorfer, de Slag van Alexander, versierde het paviljoen.
Onder Albert V van Beieren (1550–1579) werd door Wilhelm Egkl een kunstkamer ingericht in het gebouw van de hertogelijke stallen. Om de grote collectie beeldhouwwerken een plaats te geven werd het Antiquarium gebouwd tussen 1568 en 1571. Dit museum kreeg een plaats net buiten het kasteel omdat de plaats ontbrak binnen de Neuveste. Dit antiquarium is de grootste renaissancehal ten noorden van de Alpen.
Willem V van Beieren (1579–1597) gaf opdracht om de weduweverdieping te bouwen voor de douairière Anna van Oostenrijk en in 1581-1586 de vier vleugels van de Grottenhof. Friedrich Sustris was de architect. Rond 1590 startte men met de bouw van de Zwarte Hal. Onder Sustris verrees ook de Erbprinzentrakt of Prinsenvleugel.
Maximiliaan I van Beieren (1573-1651) breidde verder uit met de Maximilianische Residenz, de westvleugel van de residentie. Tot in de 19e eeuw was dit de enige voor het publiek zichtbare gevel van de residentie en deze is bewaard gebleven. Het portiek wordt bewaakt door twee leeuwen en een beeld van de Maagd Maria, patrones van Beieren. Maximiliaan herbouwde en verbond de bestaande gebouwen. Vanaf 1612 liet hij grote delen van de zuidelijke en westelijke delen van de Neuveste, en de Silberturm afbreken. Vanaf 1611 tot 1619 bouwde hij de vleugel aan het Kaiserhof aan de noordzijde. Dat alles onderstreepte zijn politieke ambities.
De omvang van het complex was in die mate dat zijn opvolgers tot in de 19e eeuw enkel aandacht hadden voor de inrichting van het interieur. Er volgden nog kleinere aanpassingen zoals de Grüne Galerie (1730) en het Cuvilliés-Theater in rococostijl in 1751.

### De binnenplaatsen
Tien binnenplaatsen zijn te vinden in dit omvangrijk complex. De voornaamste zijn de Grotto-binnenplaats (Grottenhof) met de Perseusfontein (1581-1586), ontworpen door Friedrich Sustris, op initiatief van Willem V. Toegang tot deze binnenplaats krijgt men via een hal die gedecoreerd is met geverfde schelpen en kristal. In het octagonale Brunnenhof (fonteinbinnenplaats) hield men riddertoernooien tot men in 1610 de grote Wittelsbachfontein in het midden plaatste. Beide binnenplaatsen zijn versierd met optische illusies op de gevels zoals die ook voorkomen op de gevel van de Oude Residentie. Het Königsbauhof (binnenplaats van het koningsgebouw) kwam er op de plaats van een tuin. Aan de oostelijke kant ziet men de rococogevel van de Groene Galerij (1731-33), ontworpen door François Cuvilliés.

### Königsbau en Schatkamer
Het huidige gebouw aan de Max-Joseph Platz is van de tijd van Lodewijk I van Beieren (1825-1845) die de architect Leo von Klenze de opdracht gaf om het paleis uit te breiden. Het Koningsgebouw verrees tussen 1825 en 1835 aan de zuidzijde in de stijl van het Florentijns Palazzo Pitti. Het gebouw is 30 m hoog.
In dit gebouw zijn er een groot aantal kamers waaronder de staatsievertrekken van Lodewijk I op de eerste verdieping en de Nibelungenhallen op het gelijkvloers. De koninklijke vertrekken zijn ook bewaard. Ze dienden voor de representatie en konden toen na afspraak ook al bezocht worden. De privévertrekken aan de achterzijde van het gebouw werden tijdens de Tweede Wereldoorlog vernietigd.
Anno 2017 is de Schatkamer ingericht op het gelijkvloers. De Schatkamer is ingericht als museum. Hier bewaart men gouden kunstschatten uit de middeleeuwen tot het classicisme, decoraties, juwelen, tafelservies, kerkelijke kunst, kunstwerken uit ivoor, bergkristal en edelstenen. De renovatie van de Gele Trappenhal van Klenze wordt van 2016 tot 2018 uitgevoerd. Vroeger was het de hoofdtoegang tot de koninklijke vertrekken in de Königsbau.
Het standbeeld van Maximiliaan I Jozef van Beieren op de Max-Joseph Platz staat voor de Königsbau. Het was een initiatief van Christian Daniel Rauch om de eerste koning van Beieren te gedenken en gemaakt door Johann Baptist Stiglmaier. Het werd pas in 1835 onthuld, tien jaar na zijn dood, omdat de koning weigerde zittend afgebeeld te worden.

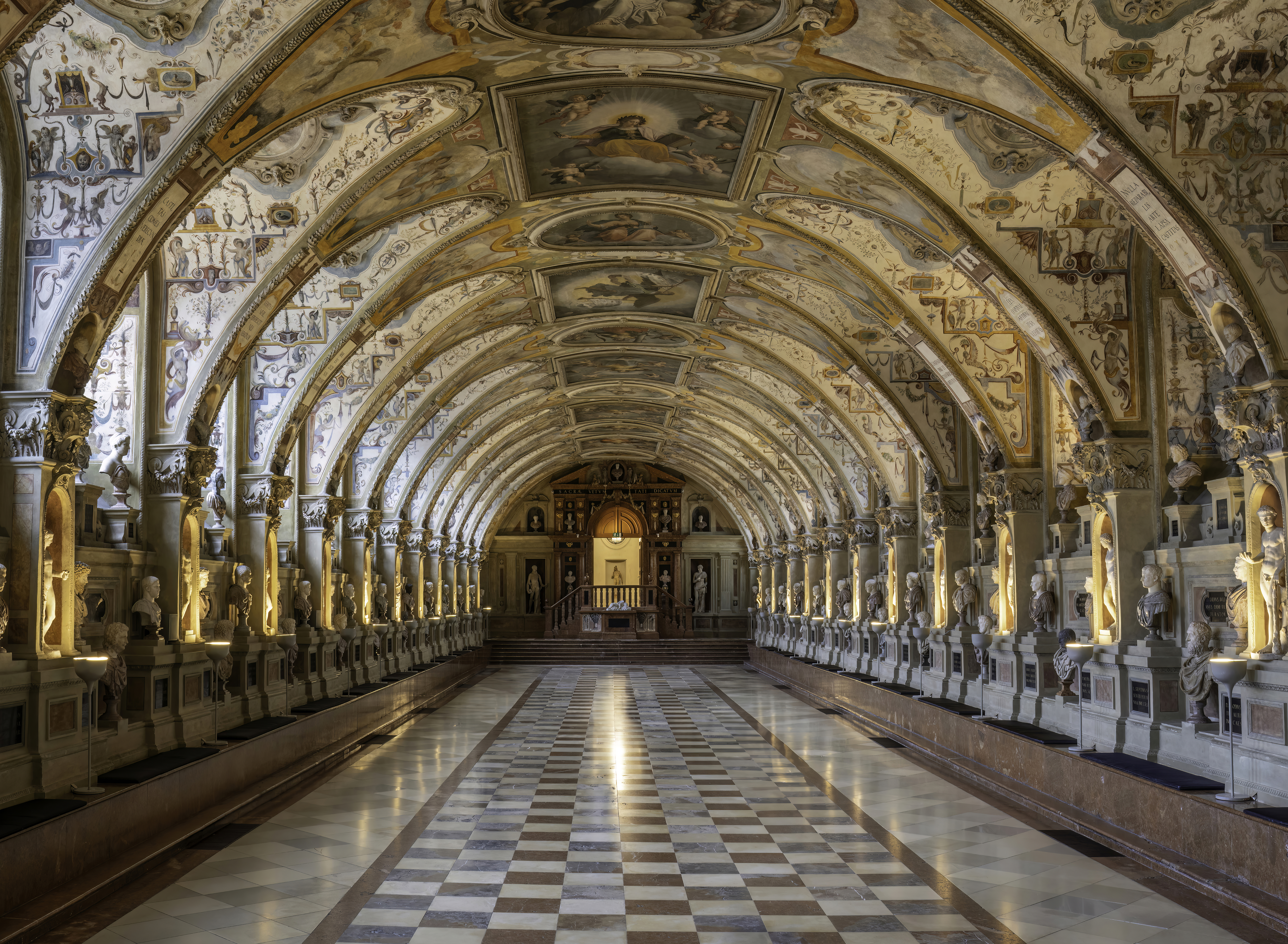
Het Antiquarium

### Festsaalbau met het Cuvilliés-Theater
Het classicistische Feestzaalgebouw is 250 m lang en Klenze liet het optrekken in opdracht van Lodewijk I aan de noordelijke zijde tussen 1832 en 1842. Hier bevond zich de Grote Troonzaal en de koninklijke receptiehallen. Een van de belangrijkste concertzalen van het Beiers Radio Symphonie Orkest is de Herculessaal die gebouwd werd op de plaats van de vernietigde Grote Troonzaal. In het Festsaalbau huist tegenwoordig de Beierse Academie voor Wetenschappen.
Het Cuvilliés-Theater is het belangrijkste rococotheater van Duitsland, uit de 18e eeuw. De bouw van dit Residentietheater, onder de regeringsperiode van keurvorst Maximiliaan III startte in 1751. Alleen hovelingen kregen toegang. De bouw ervan was nodig gezien de oude Georgsaal die tot dan als theater diende, tijdens een brand in 1750 werd verwoest. Het Cuvilliés-Theater werd als vrijstaand gebouw in de voormalige Hofgarten opgetrokken en was via een foyer met de Residentie verbonden om brandgevaar te minimaliseren. Extra dikke muren werden voorzien en een voorziening om water in het dakgebinte te kunnen pompen. Opmerkelijk was ook een hefconstructie die het toeliet om de vloer van het theater omhoog te hijsen waardoor men de ruimte ook als feestzaal kon gebruiken.
De Wintertuin op het dak van de Festsaalbau was een opdracht van Lodewijk II, rond 1870. Na het overlijden van de koning ontmantelde men de tuin. De reden was waterinsijpeling vanaf de ornamentale vijver doorheen het plafond van de onderliggende kamers. Foto's en tekeningen van de tuin geven een indruk van deze verbluffende creatie met een grotto, een Moorse kiosk, een Indische koninklijke tent, een kunstmatige regenboog en maanlicht.

### Allerheiligen-Hofkirche en Marstall
De Allerheiligen-Hofkirche aan de oostelijke zijde van de Residentie was een plan in 1825 van Lodewijk I. De inspiratie vond hij bij de Capella Palatina, de rijkelijk gedecoreerd koninklijke kapel van het Palazzo dei Normanni in Palermo. Bommen verwoestten het volledige interieur in 1944. De kerk wordt nu gebruikt voor concerten en evenementen.
Tegenover de kerk staat de Marstall, het gebouw van de voormalige hofruiterijschool, opgetrokken door Klenze tussen 1817 en 1822. De constructie van het monumentale portiek, bekroond met bustes van Castor en Pollux wordt beschouwd als een van de mooiste vroege werken van Klenze. De grote koninklijke stallen bestaan niet meer. Vanaf 1923 vond het Marstallmuseum onderdak in de Marstall. Die collectie is verhuisd naar Slot Nymphenburg. Tegenwoordig dient de Marstall onder meer als repetieruimte voor het Cuvilliés-Theater.

## Galerij

### Exterieur

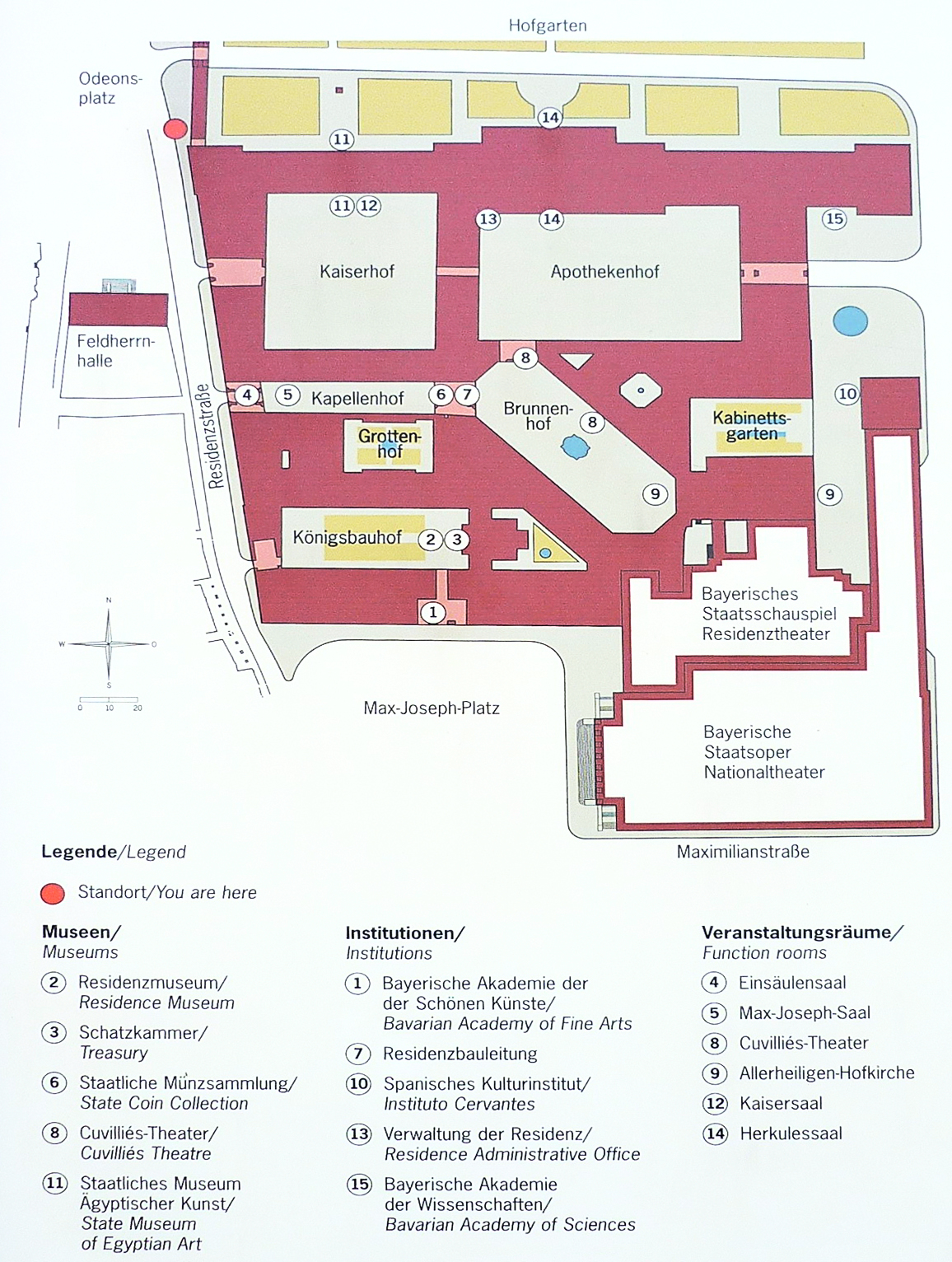
Het grondplan van de Residentie
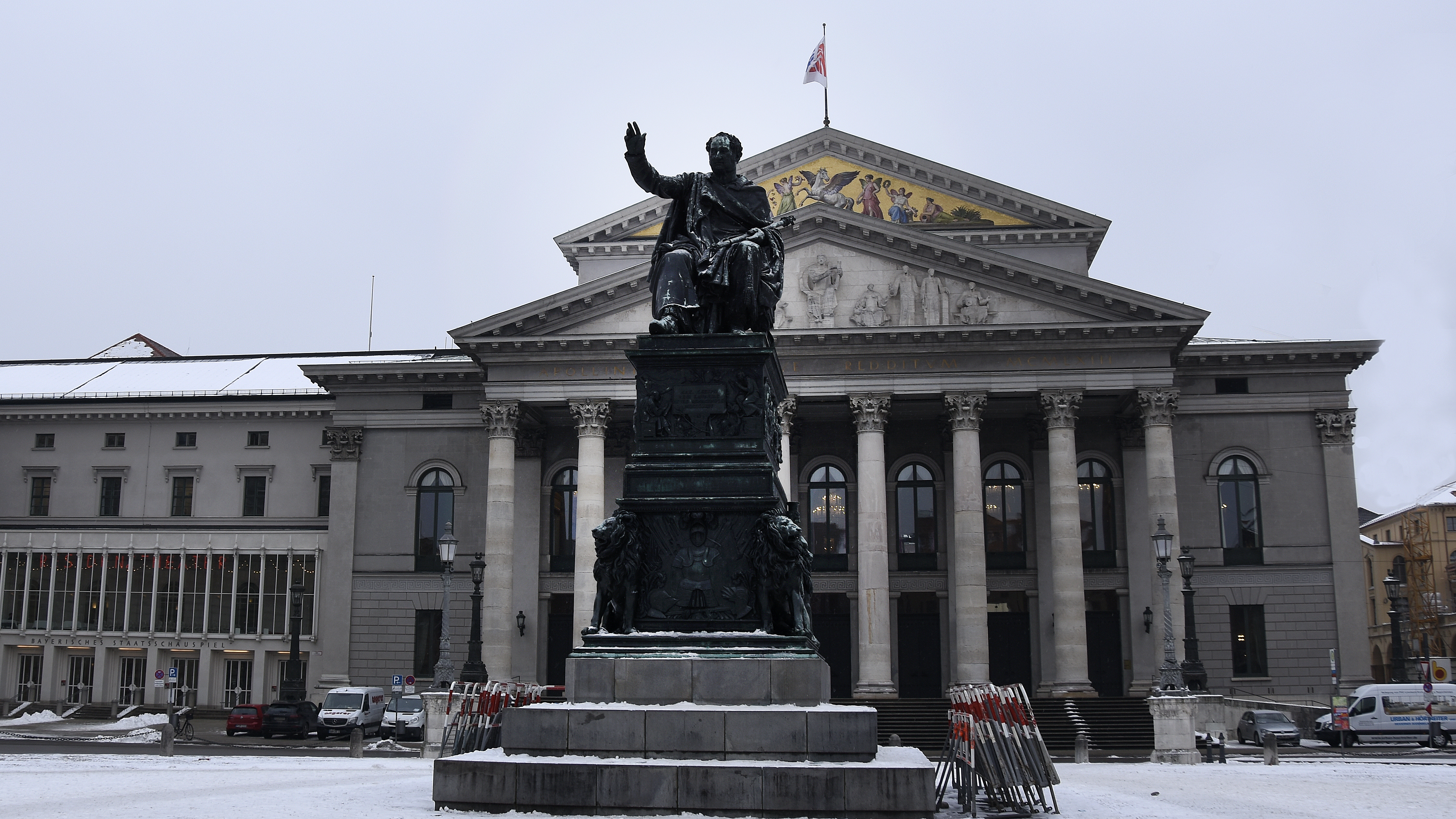
Standbeeld van Maximiliaan op de Max-Joseph Platz te MünchenBestand_Wintergarten Residenz.jpg_De Wintertuin - fotograaf Joseph Albert (1825–1886)
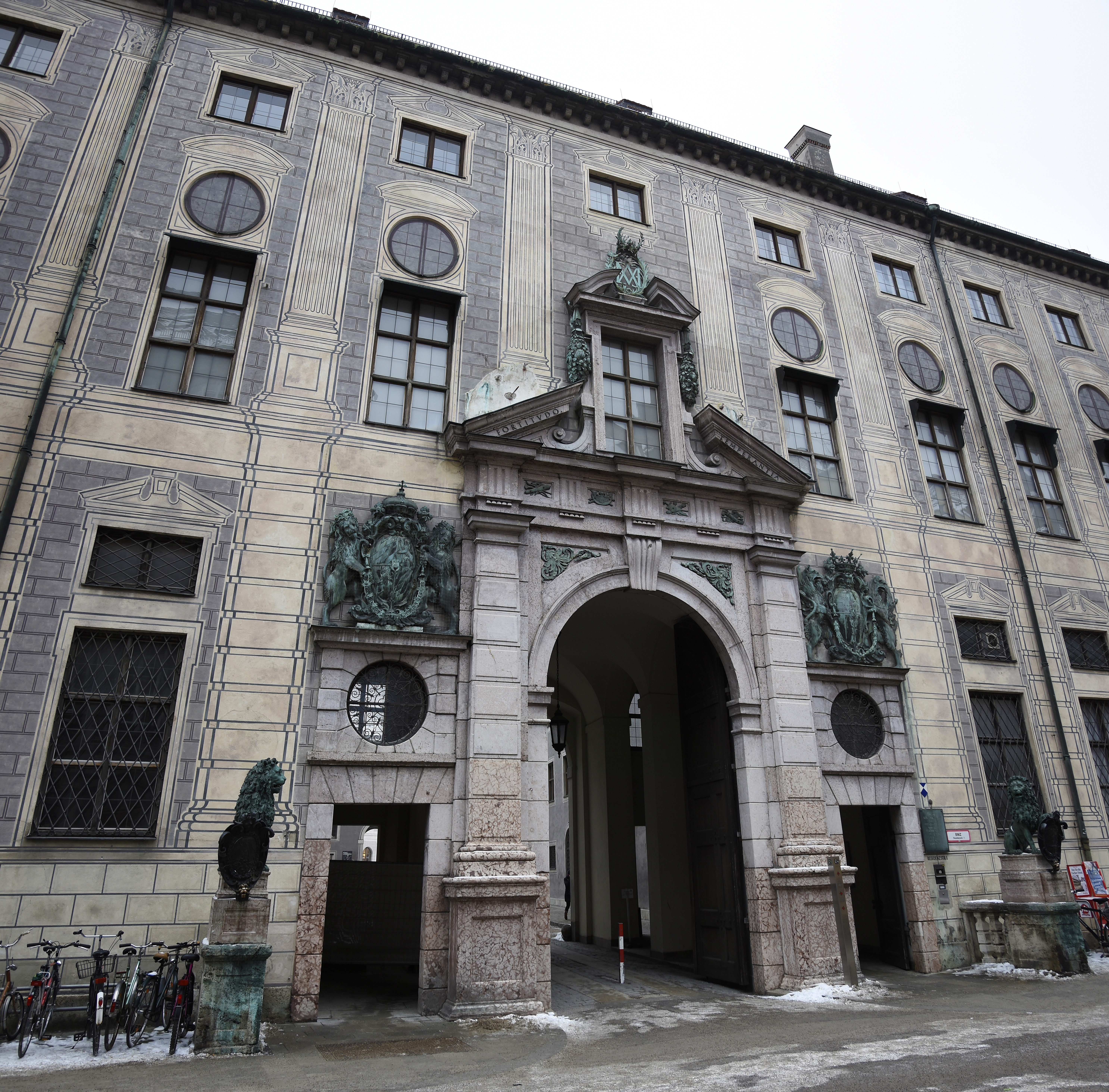
Portiek van de Maximiliaanse residentie

### Schatkamer

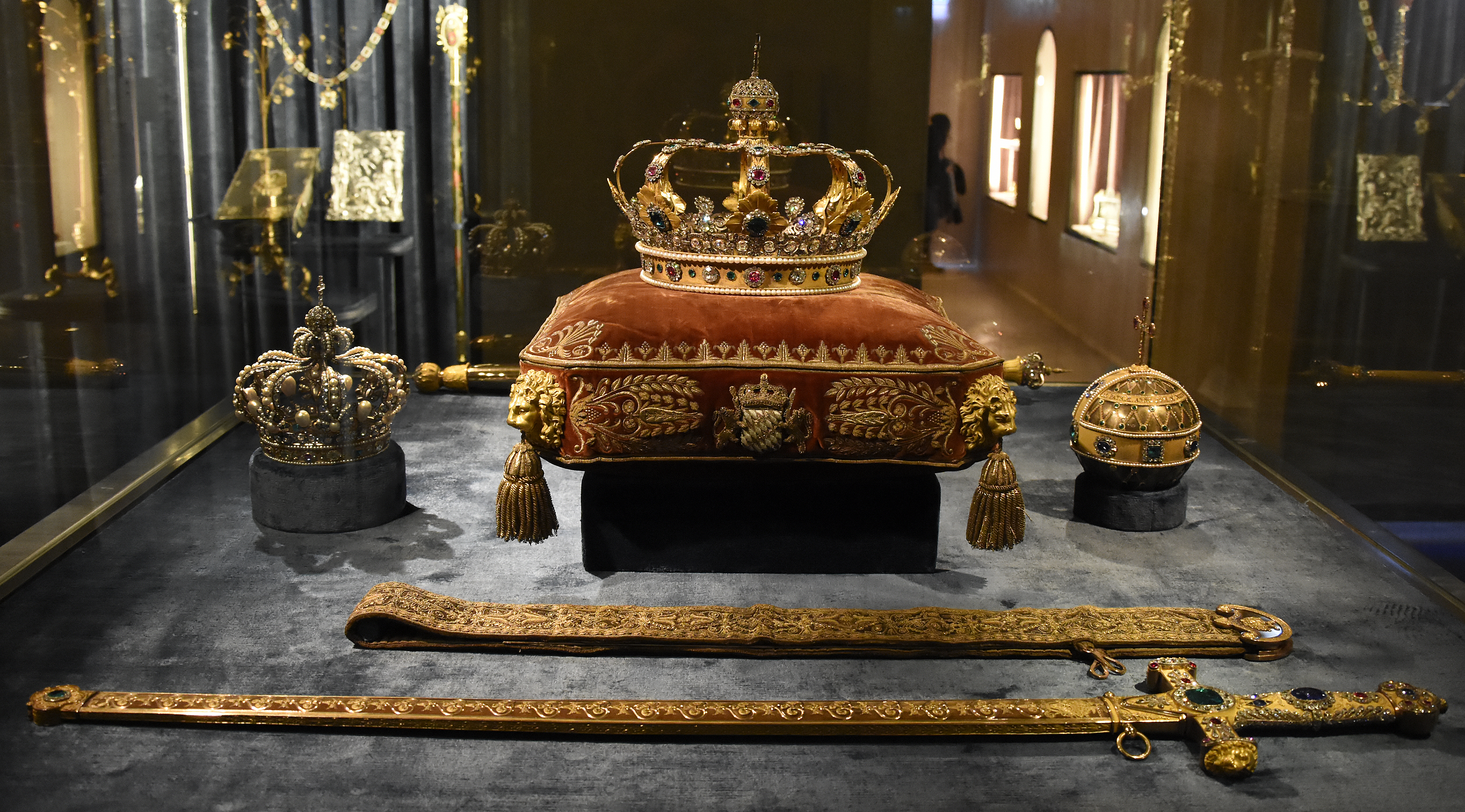
Kroonjuwelen van de Beierse koning (1806)
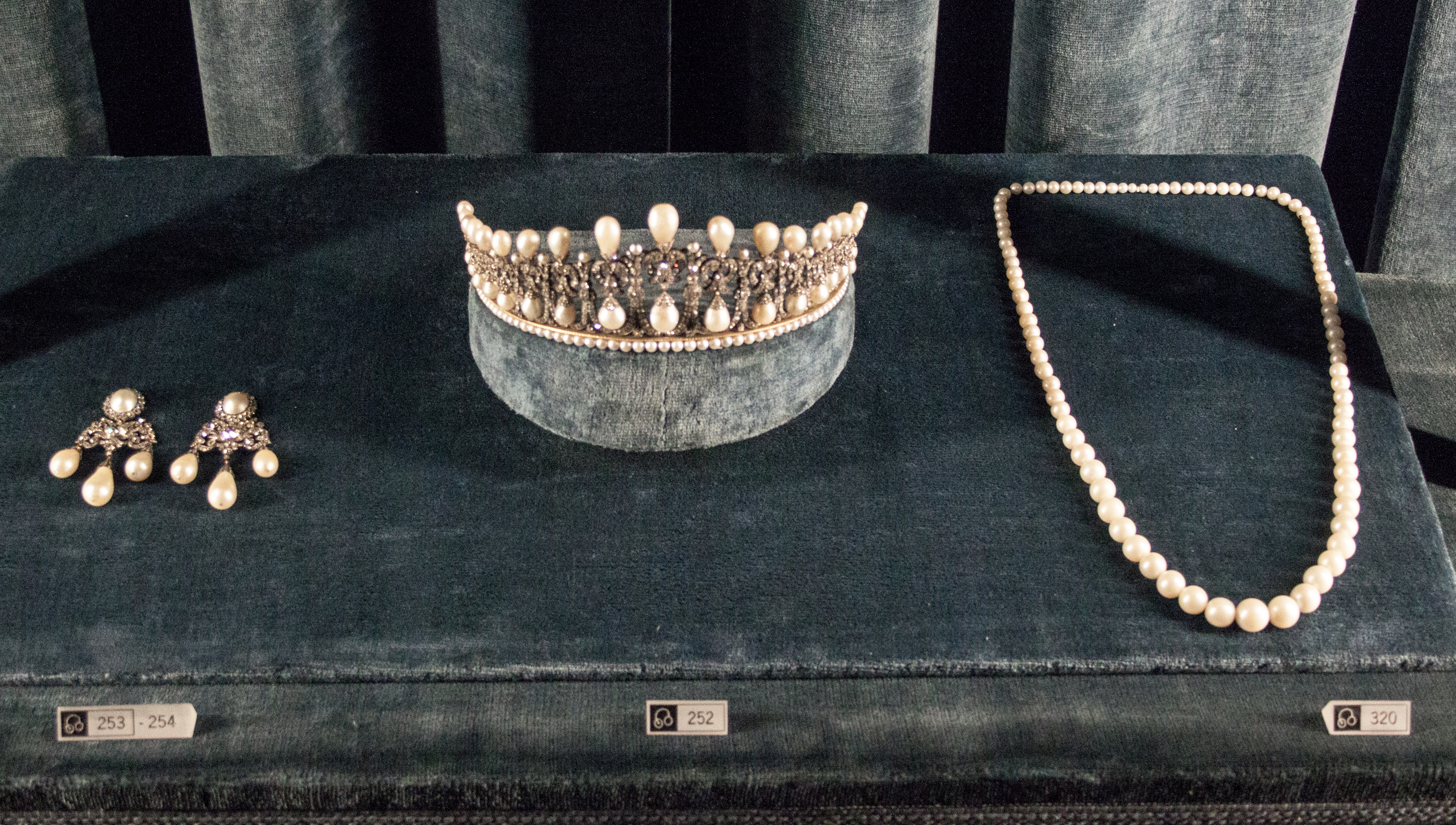
Kroonjuwelen van de Beierse koningin (1806)
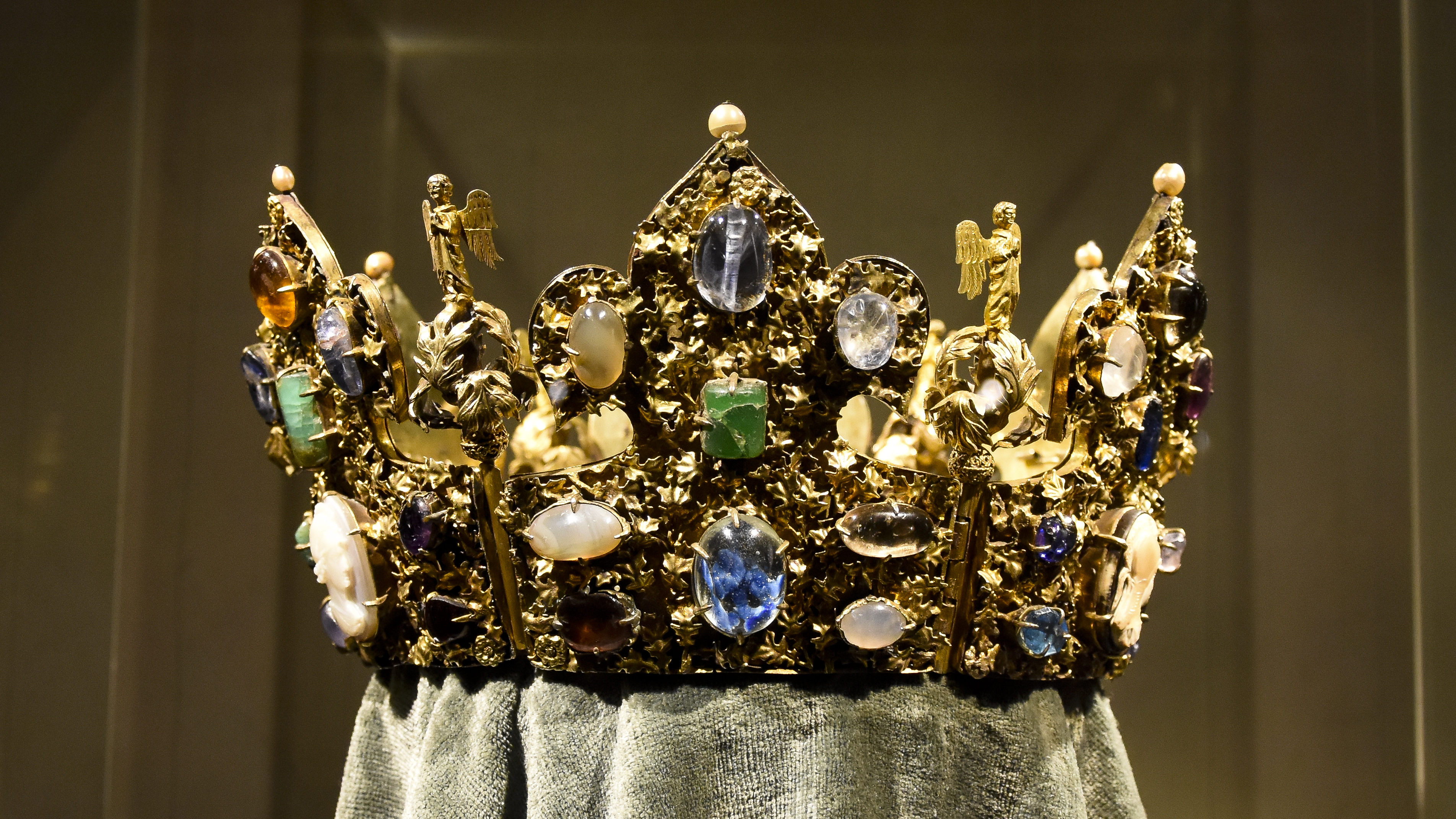
De kroon van Keizer Hendrik II de Heilige
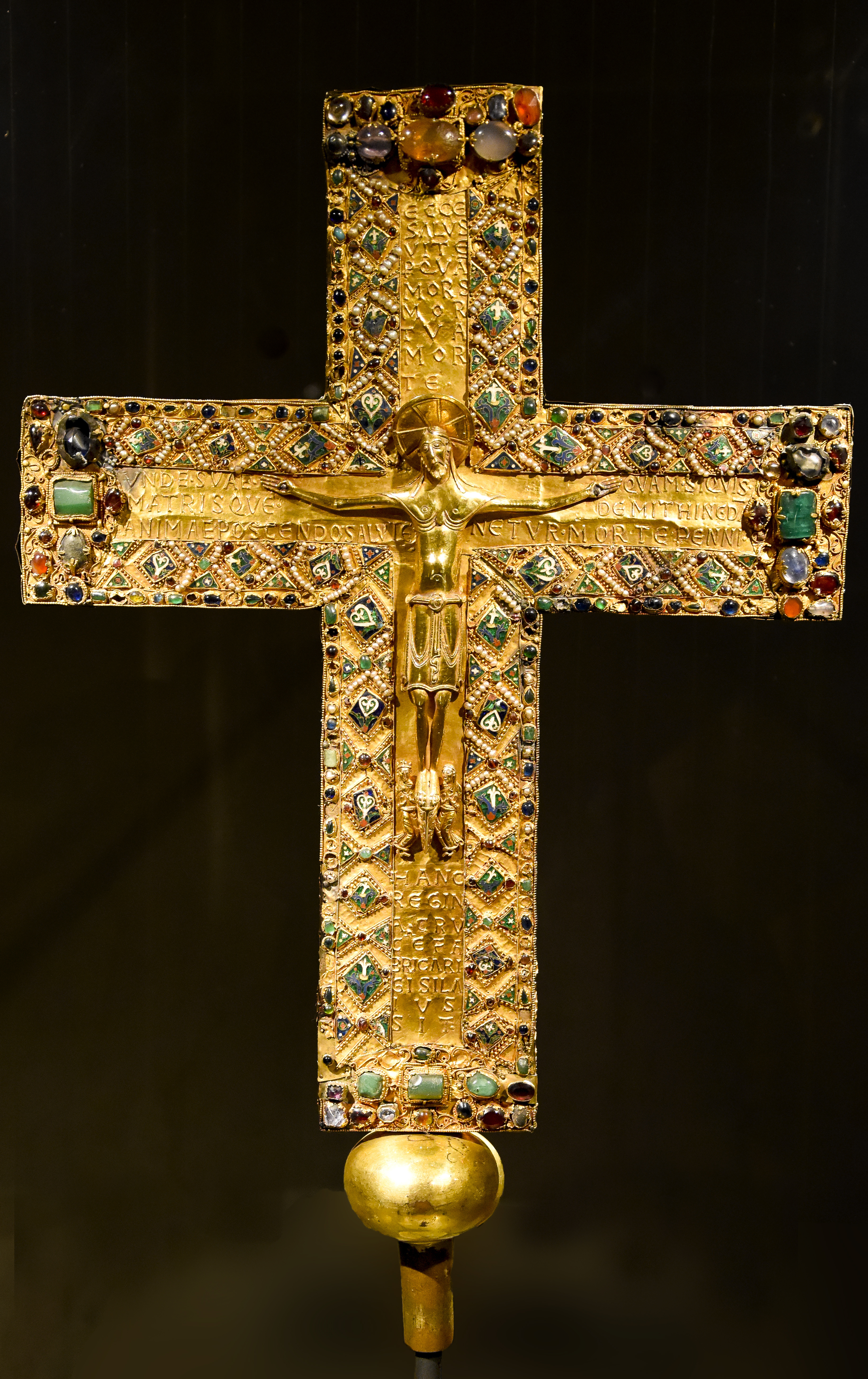
Giselakruis
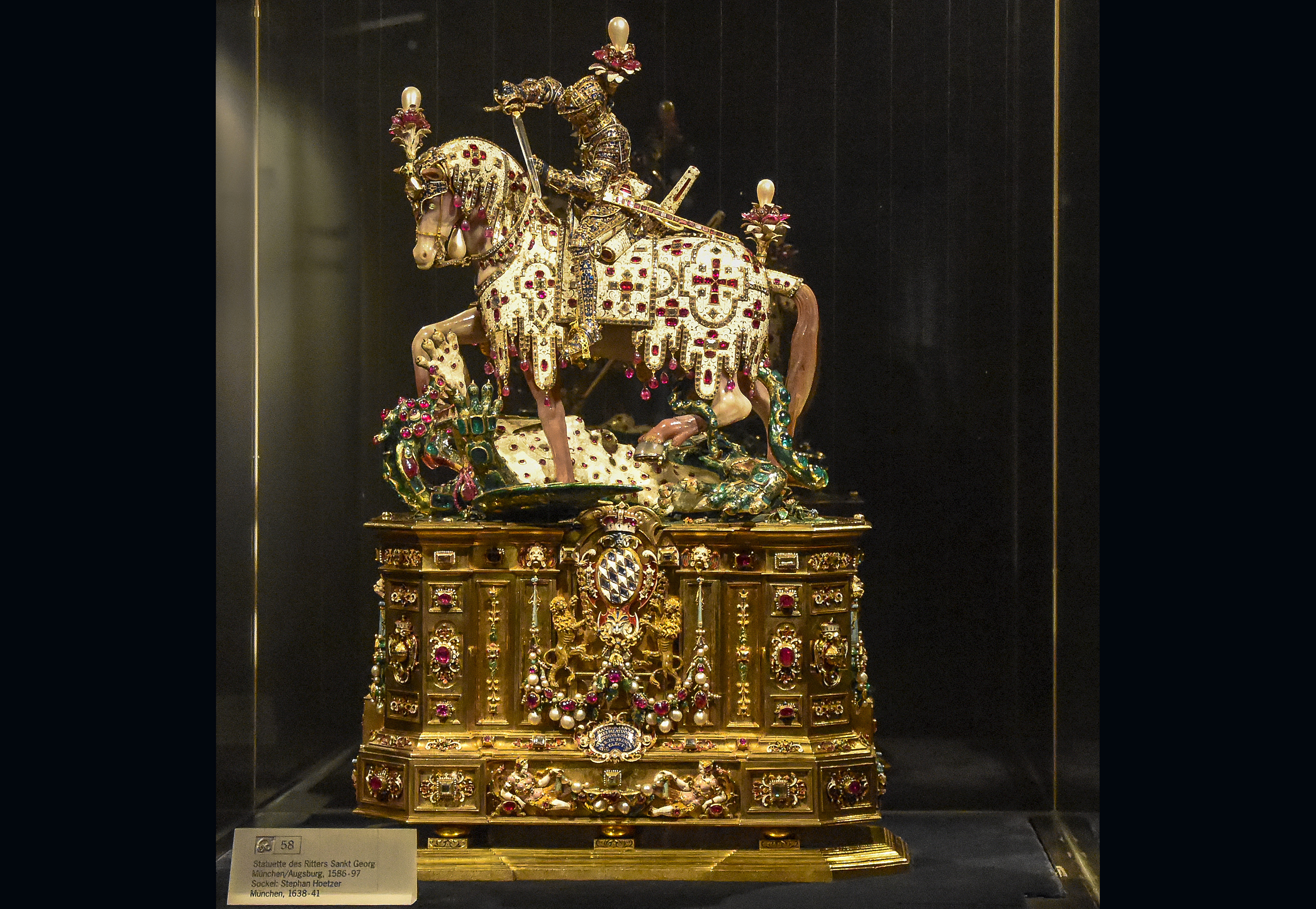
Pronkbeeld met edelstenen Sint-Joris en de draak (16e eeuw).

### Interieur

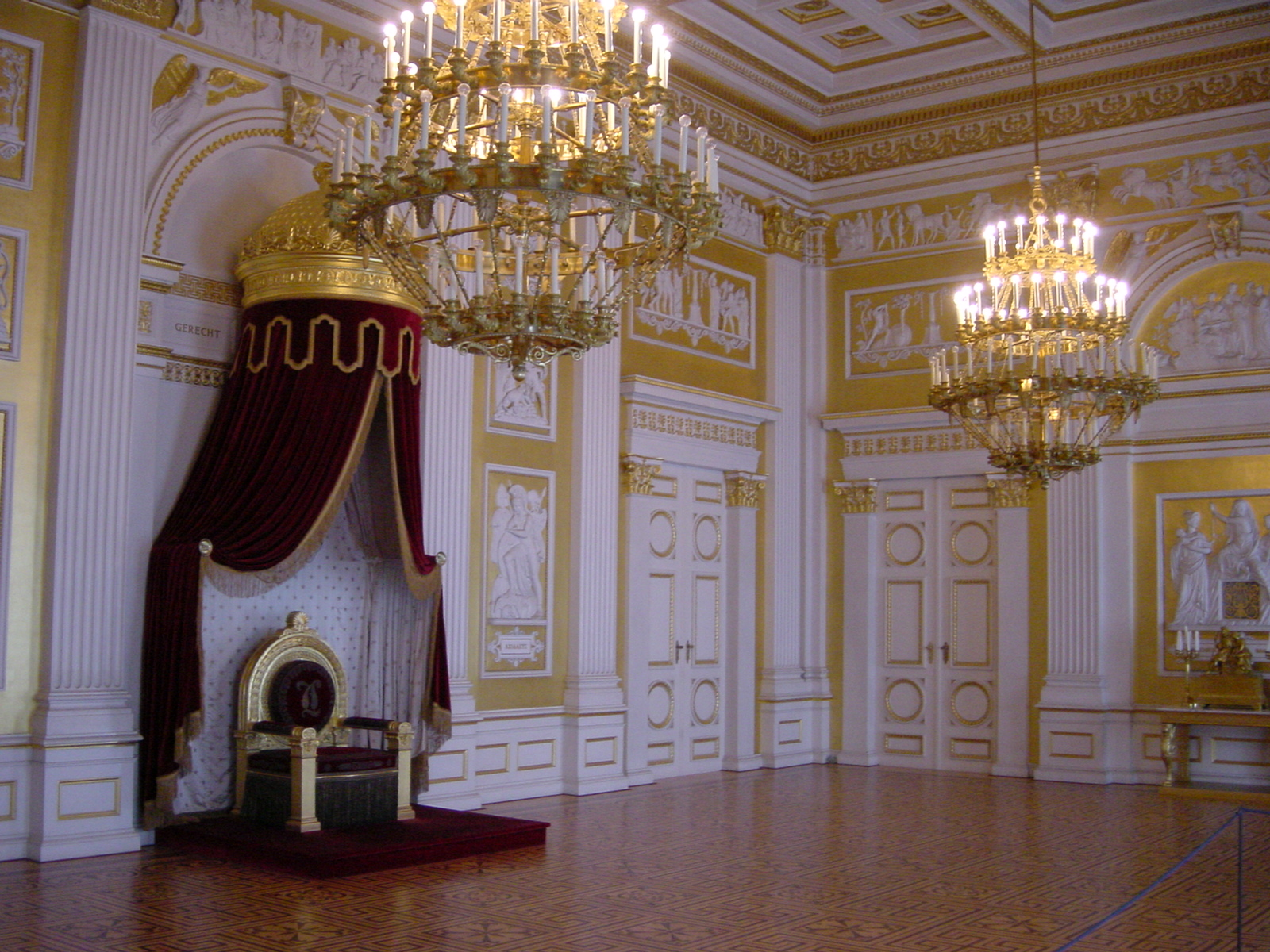
Troonzaal, 19e eeuw.
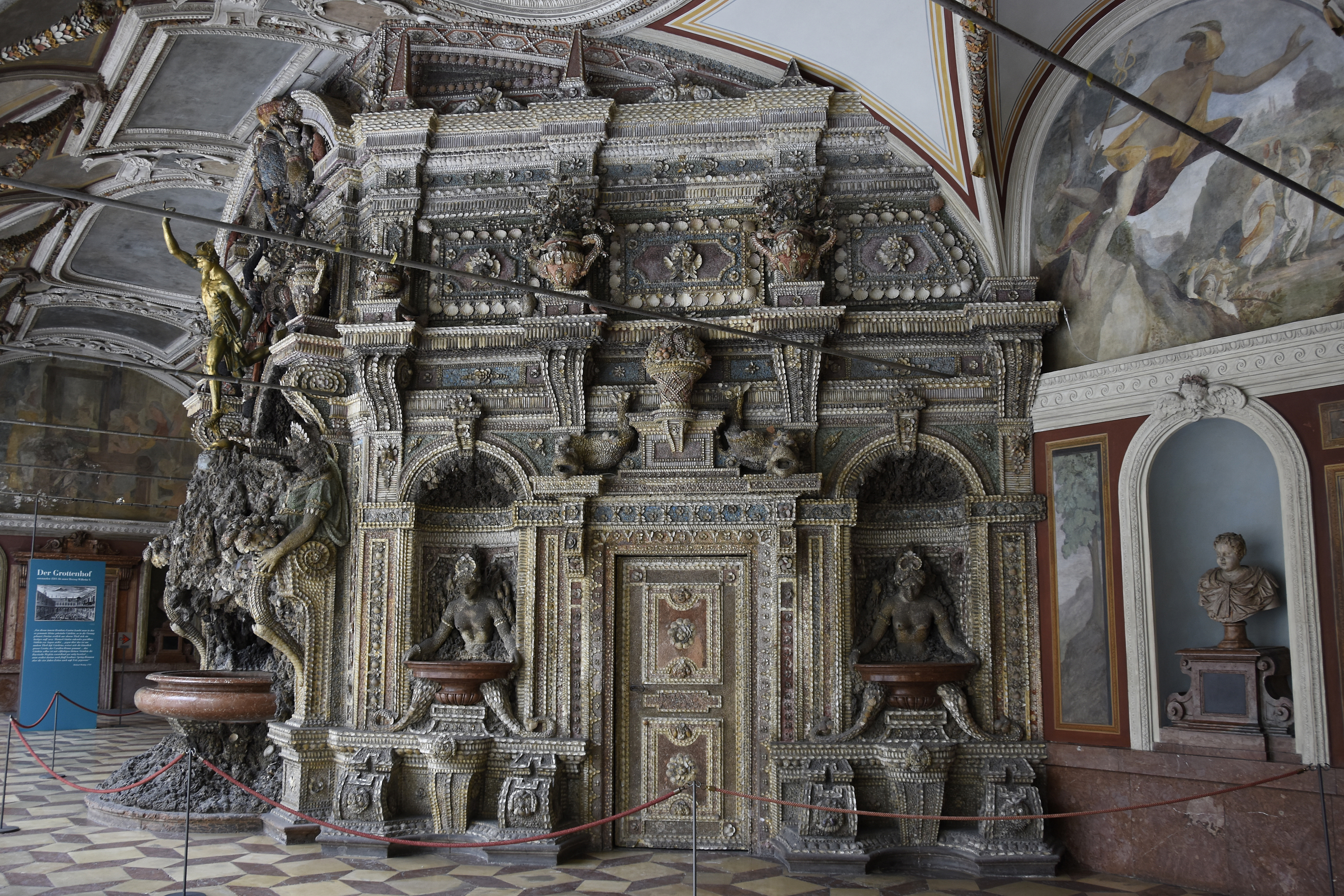
Hal aan het Grottenhof
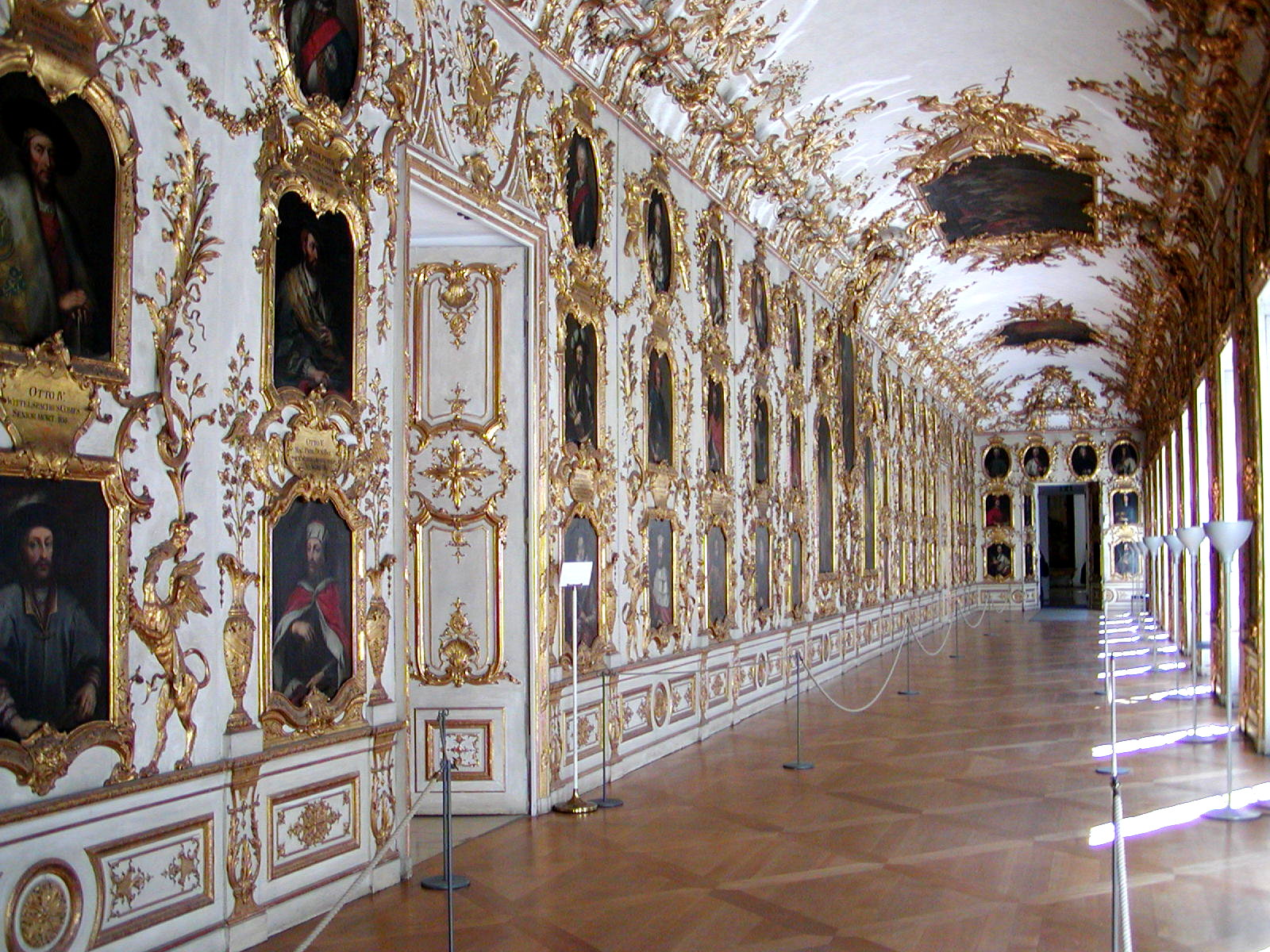
De galerij van de voorouders, uitgevoerd in rococostijl
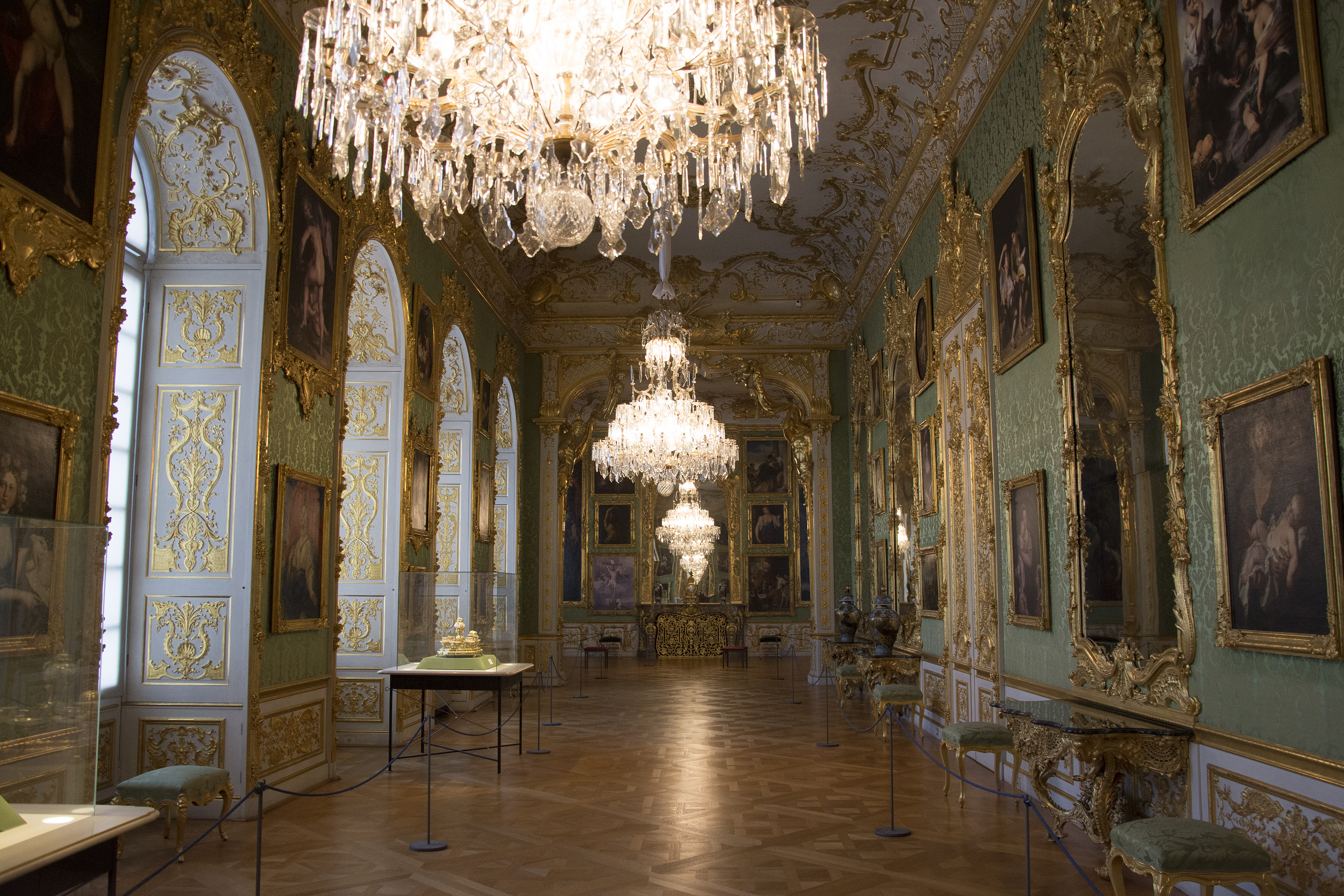
De Groene Galerij
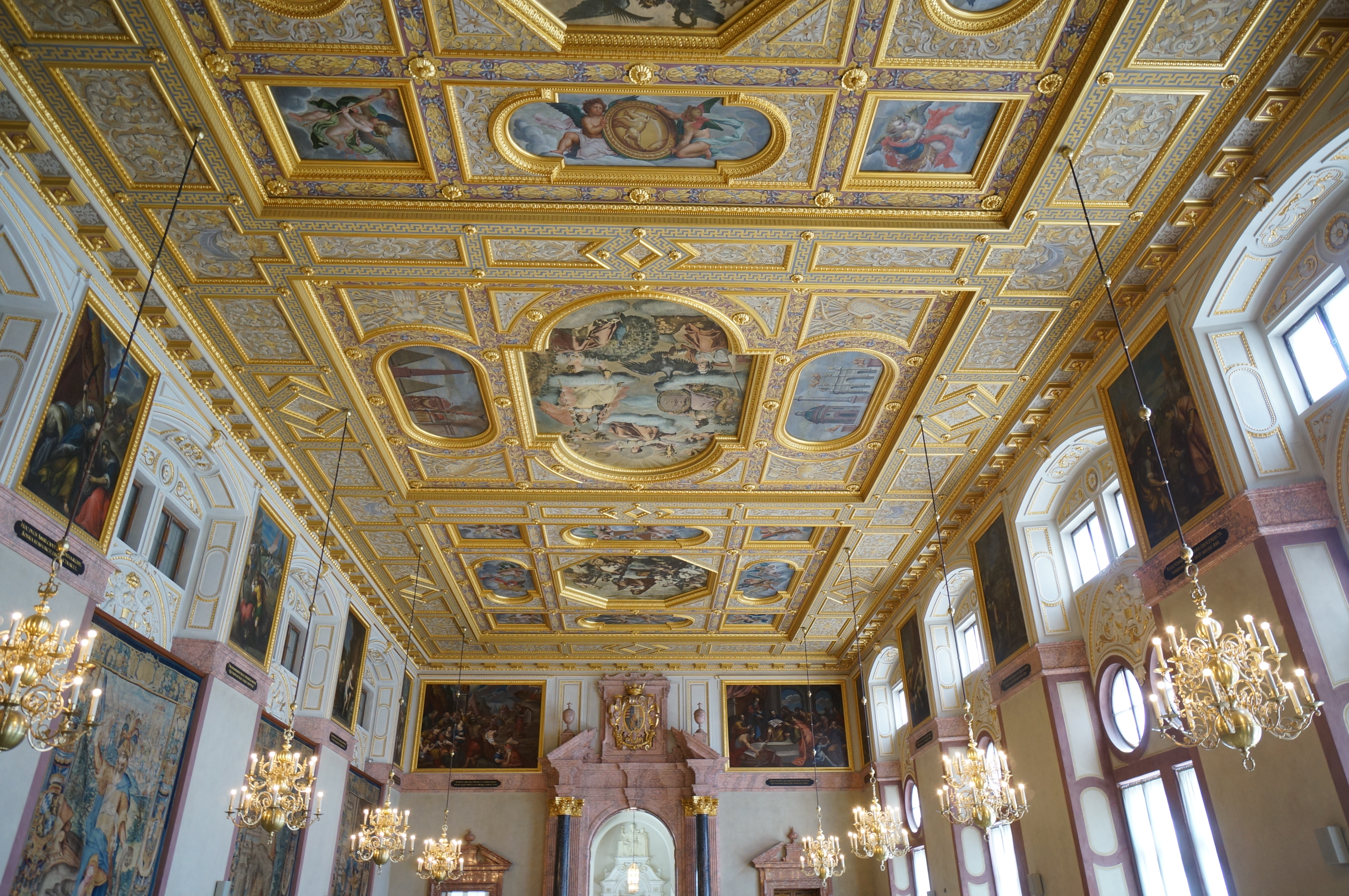
De Keizerzaal